# 286P/Christensen
286P/Christensen, komet Jupiterove obitelji